# Iskander Mirza
Syed Iskander Ali Mirza (en urdu: اسکندر مرزا), también conocido como Iskander Mirza (Murshidabad, Raj británico, 13 de noviembre de 1899-Londres, Reino Unido, 13 de noviembre de 1969) fue el último gobernador general del Dominio de Pakistán (6 de octubre de 1955-23 de marzo de 1956) y el primer presidente de la República Islámica de Pakistán (23 de marzo de 1956-27 de octubre de 1958).

## Juventud
Fue hijo de Sahibzada Sayyid Muhammad Fateh Ali Mirza y su primera esposa, Dilshad Begum, siendo descendiente de Mir Jafar, Nawab de Bengala, aunque creció en Bombay. Su nombre de pila primero, Iskander, es el nombre urdu de Alejandro.
Tras completar su educación, pasó a la Academia Militar de Sandhurst, siendo el primer graduado de la academia procedente de la India. Entró en el Ejército Británico de la India en 1920, donde sirvió durante 6 años. Tras abandonar el ejército, pasó a trabajar en el Servicio Político de la India, donde llegó a ser Secretario en el Ministerio de Defensa de la India Británica. Desde esta posición, fue responsable de la división del Ejército Británico de la India en los futuros ejércitos de Pakistán y de la India.

## Secretario de Defensa y gobernador general
Tras la creación de Pakistán, Mirza fue nombrado secretario de Defensa de la nueva nación. En 1954, fue nombrado gobernador de Pakistán Oriental, con la intención de llevar el orden a la región. Tras ese nombramiento, Muhammad Ali Bogra le pidió que participará en su gobierno ocupando el cargo de ministro del Interior. En 1955, se convirtió en gobernador general de Pakistán, siendo un gran defensor de la política de separación entre Estado y religión.

## Presidente de Pakistán
En 1956, Pakistán aprobó su primera constitución, pasando a ser presidente de la República. Aunque los dos cargos venían a ser esencialmente el mismo, Mirza fue oficialmente elegido por el Parlamento. Durante su presidencia, el país fue prácticamente ingobernable; como muestra de ello basta decir que en dos años, hubo cuatro primer ministros.

## Golpe de Estado militar
En 1958, pensando que la Constitución de 1956 estaba contribuyendo a la inestabilidad política, Mirza declaró la ley marcial el 7 de octubre, con vistas a redactar una nueva constitución "más acorde con el carácter del pueblo pakistaní". Sin embargo, tras tres semanas bajo la ley marcial, fue expulsado del poder por un golpe militar dirigido por Ayub Khan, y que le obligó a exiliarse a Londres.

## Exilio y muerte

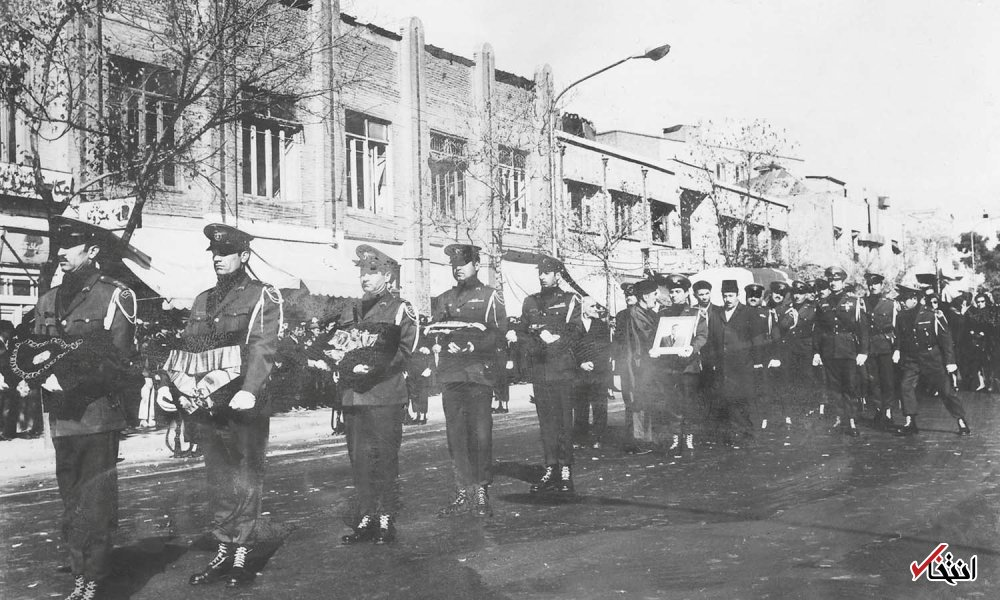
Instituto de Estudios Históricos Contemporáneos Iraníes (IICHS)

Mirza vivió en Londres hasta su muerte en 1969, el día de su 70.º cumpleaños. Debido al rechazo por parte del gobierno militar de Yahya Khan de que fuera enterrado en su propio país, su cuerpo fue llevado a Teherán donde el shah de Persia le rindió unos funerales de Estado.
- Datos: Q155111
- Multimedia: Iskander Mirza / Q155111